# Bergia suffruticosa
Bergia suffruticosa är en slamkrypeväxtart som först beskrevs av Del., och fick sitt nu gällande namn av Edward Fenzl. Bergia suffruticosa ingår i släktet Bergia och familjen slamkrypeväxter. Inga underarter finns listade i Catalogue of Life.